# Cockley Cley
Cockley Cley – wieś w Anglii, w hrabstwie Norfolk, w dystrykcie Breckland. Leży 45 km na zachód od Norwich i 133 km na północny wschód od Londynu.
Miejscowość liczy 138 mieszkańców.